# Oxalis oregana
L'ossalide dei redwoods (Oxalis oregana Nutt.) è una pianta erbacea, perenne appartenente alla famiglia delle Oxalidacee.

## Galleria d'immagini

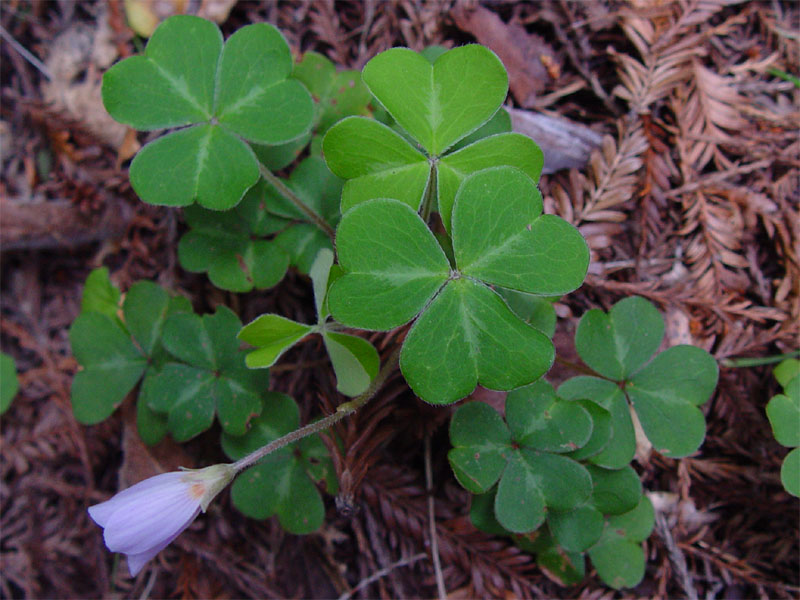
Pianta
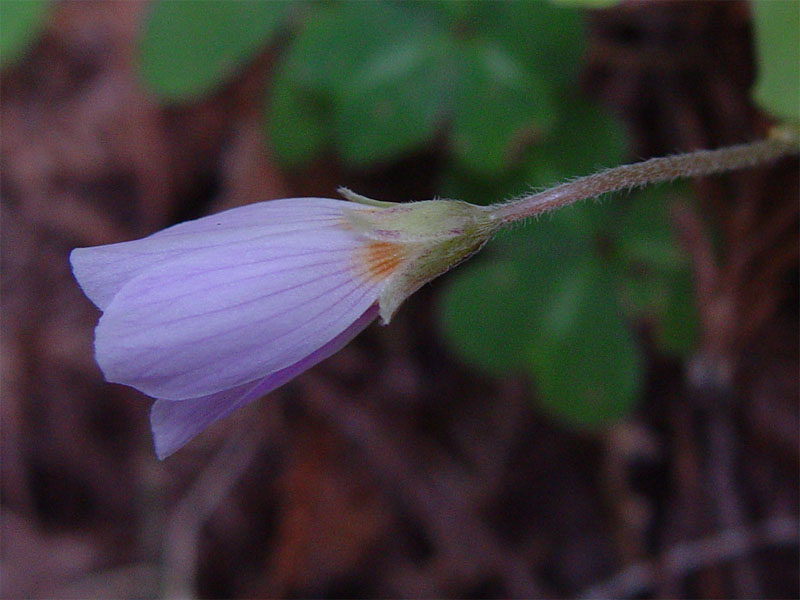
Fiore